# Mezőtárkány
Mezőtárkány là một thị trấn thuộc hạt Heves, Hungary. Thị trấn này có diện tích 40,64 km², dân số năm 2010 là 1604 người, mật độ 39 người/km².